# الجندب الأحمر
الجندب الأحمر، المعروف أيضًا باسم تشابولين كولورادو (الأسبانية:El Chapulín Colorado)، هو مسلسل كوميدي مكسيكي أنشأه روبرتو غوميز بولانيوس.

## حبكة
الجندب الأحمر عبارة عن سلسلة تحاكي المسلسلات الأمريكية الخارقة، مثل سوبرمان أو باتمان، وتتميز ببطل خارق مختلف تمامًا، يتميز بأنه أخرق، جاهل ومشتت، ولكنه يتمتع بقلب طيب للغاية، ومستعد دائمًا للمساعدة. هذا الأبطال الخارقون أنفسهم لا يملكون قوى عظمى، مثل القدرة على الطيران، أو قوة عظمى، ولا هو شخص بلا خوف، لأنه خائف، ومع ذلك، فهو قادر على وضع استراتيجيات لكسب منافسيه الشر وحماية من يحتاج إليها، لكن في بعض الأحيان لا تنجح استراتيجياته، مما يسبب في بعض الأحيان المزيد من الكوارث، على الرغم من أن كل شيء ناجم عن حماقته. لدى الجندب الأحمر القدرة على الذهاب إلى أي مكان حيث يوجد شخص يتصل به، بغض النظر عن المكان والزمان، إذا كان الشخص المحتاج يقول ببساطة: أوه! والآن، من يستطيع مساعدتي في هذا؟ (بالإسبانية: Oh, y ahora, quién podrá defenderme)، وعند القيام بذلك يظهر الجندب الأحمر في أي مكان يصرخ: حسنًا، أنا! (بالأسبانية: !Yo¡)، والتي يستجيب لها المحتاجون في دهشة: الجندب الأحمر! ، وبدوره، يستجيب الجندب الأحمر بعبارة أخرى، مشيرًا إلى «مثابرته»: أنت لم تعتمد على ماكرتي! (بالإسبانية: No contaban con mi astucia). كلمة تشابولين (باللغة الإسبانية: Chapulín)، هي طريقة يطلق عليها في المكسيك جندب معين، ويشير كولورادو (باللغة الإسبانية: Colorado) إلى شيء أحمر أو تم احمراره، ويرجع ذلك إلى اسمه الأول. الجندب الأحمر هي ترجمة حرفية لاسم السلسلة وشخصيتها الرئيسية.
يقدم افتتاح البرنامج باللغة الإسبانية وصفًا مخلصًا ومضحكًا للشخصية، مقدمًا على النحو التالي:
| العرض الأصلي باللغة الإسبانية                                                                                                 | الترجمة الحرفية باللغة العربية                                                                      |
| --- | --------------------------------------------------------------------------------------------------- |
| ´Más ágil que una tortuga Más fuerte que un ratón Más noble que una lechuga Su escudo en un corazón !es ¡El Chapulín Colorado | أكثر مرونة من السلاحف أقوى من الماوس أكثر نبلا من الخس معطفه من الأسلحة هو القلب إنه الجندب الأحمر! |

## ألقى
تشبه هذه السلسلة مسلسل كوميدي مكسيكي آخر يسمى إل شافو ديل أوتشو، الذي أنشأه أيضًا روبرتو غوميز بولانيوس. في هذا، على عكس الحرف السابق، فإن العديد من الشخصيات هي عرضية، لذلك غالباً ما تتكرر العناصر الفاعلة بين السلسلتين. توزيع هذه السلسلة هو عمليا نفس إل شافو ديل أوتشو.
- روبرتو غوميز بولانوس: الجندب الأحمر س تشابولين كولورادو.
- رامون فالديس: الروح السوداء، القراصنة (الشرير)، سوبر سام (خارقة منافسة، محاكاة ساخرة خارقة للولايات المتحدة).
- كارلوس فياغران: قوة جيناإس (الشرير)، بيرولو (رجل عادي، جيد).
- ماريا أنتونييتا دي لاس نيفيس: شخصيات مختلفة، ليتل فرناندو (فتى عادي، جيد).
- فلوريندا ميزا: شخصيات مختلفة، روزا لا روموروسا (الشرير).
- روبين أغيري: شخصيات مختلفة، شوري (الشرير).
- ماريا دي لوس انجليس فرنانديز: شخصيات مختلفة.
- إدغار فيفار: شخصيات مختلفة. بانزا لوكا (الشرير)، اللص (الشرير).

### العلاقة مع إل شافو ديل أوتشو
كونهما مسلسلين من تصميم روبرتو غوميز بولانيوس، فقد اشتركا في نفس الكون، وإن كان بطريقة مختلفة. من ناحية، كانت إل شافو ديل أوتشو جزءًا من الواقع، في حين كان الجندب الأحمر بطلًا خياليًا، كان موجودًا فقط في الكوميديا والتلفزيون في عالم المسلسل السابق. ومع ذلك، فإن كلتا السلسلتين تشتركان في نفس الكون في فيلم خاص يسمى "Todo queda en familia" (والذي سيكون باللغة العربية «في النهاية، كل شيء انتهى به كأسرة واحدة») حيث شخصيات المابوس، الجندب الأحمر وشافو، إلى جانب آخرين شخصيات من إل شافو ديل أوتشو، تعيش معًا في الحي.

## سلسلة نقل الدولية
تم بث المسلسل في عدة بلدان في أمريكا اللاتينية باللغتين الإسبانية والبرتغالية، المعروفين باللغة الأخيرة باسم Chapolin ، في الدبلجة البرازيلية. فيما يلي بعض الدول التي يتم بث المسلسل فيها اليوم:
| بلد       | قناة            | مراجع  |
| --------- | --------------- | ------ |
| المكسيك   | قناة النجوم     | [ 9 ]  |
| الأرجنتين | El Nueve        | [ 10 ] |
| بوليفيا   | Bolivisión      | [ 11 ] |
| البرازيل  | SBT             | [ 12 ] |
| تشيلي     | لا رد           | [ 13 ] |
| كولومبيا  | تلفزيون كاراكول | [ 14 ] |

## مقالات ذات صلة
- إل شافو ديل أوتشو.
- تشيسبيريتو (كوميديا الموقف).

## روابط خارجية
- الجندب الأحمر على موقع IMDb (الإنجليزية)
- الجندب الأحمر على موقع فيلمافينيتي (الإسبانية)
- الجندب الأحمر على موقع كينوبويسك (الروسية)
- الجندب الأحمر على موقع قاعدة بيانات الفيلم (الإنجليزية)